# Like Vines
 (août 2024).
Si vous disposez d'ouvrages ou d'articles de référence ou si vous connaissez des sites web de qualité traitant du thème abordé ici, merci de compléter l'article en donnant les références utiles à sa vérifiabilité et en les liant à la section « Notes et références ».
Albums de The Hush Sound
So Sudden
(2005)
Like Vines est le deuxième album de The Hush Sound. Le nom de l’album provient de We Intertwined.

## Liste des pièces
1. We Intertwined
2. A Dark Congregation
3. Sweet Tangerine
4. Lions Roar
5. Lighthouse
6. Don't Wake Me Up
7. Where We Went Wrong
8. Magnolia
9. Wine Red
10. Out Through the Curtain
11. You Are the Moon

## Personnel
- Bob Morris : voix, guitare
- Chris Faller : basse, chœur
- Darren Wilson : batterie, chœur
- Greta Salpeter : piano, voix
- Patrick Stump de Fall Out Boy: voix sur Don't Wake Me Up